# Хаммерсмит (станция метро, линии Дистрикт и Пикадилли)
«Хаммерсмит» (англ. Hammersmith) — станция Лондонского метро линии «Дистрикт» и Пикадилли располагается в районе Хаммерсмит округа Хаммерсмит и Фулем. Относится ко второй тарифной зоне.
В нескольких минутах ходьбы на противоположной стороне торгового комплекса Хаммерсмит Бродвей расположена другая станция с таким же названием, принимающая поезда линии «Хаммерсмит-энд-Сити» и Кольцевой линии.
Безбарьерный доступ между платформами и главным входом на Хаммерсмит-Бродвей обеспечивается при помощи лифтов, которые были заменены в конце 2013 года.
В шаговой доступности находится станция «Хаммерсмит» линий «Хаммерсмит-энд-Сити» и «Кольцевой».

## История
- 9-го сентября 1874 года — открытие станции на линии District Railway (DR, ныне линия «Дистрикт»)[3].
- 5-го мая 1878 года — открытие по станции трафика Super Outer Circle[4]
- 30-го сентября 1880 года — прекращение по станции трафика Super Outer Circle[4]
- 15-го декабря 1906 года — открытие островной платформы Great Northern, Piccadilly and Brompton Railway (GNP&BR, ныне линия «Пикадилли»).

## Станция в цифрах
- В 2017 году суммарный пассажирооборот по станции составил — 29 310 000 человек[5]

## Иллюстрации

Станция «Хаммерсмит»
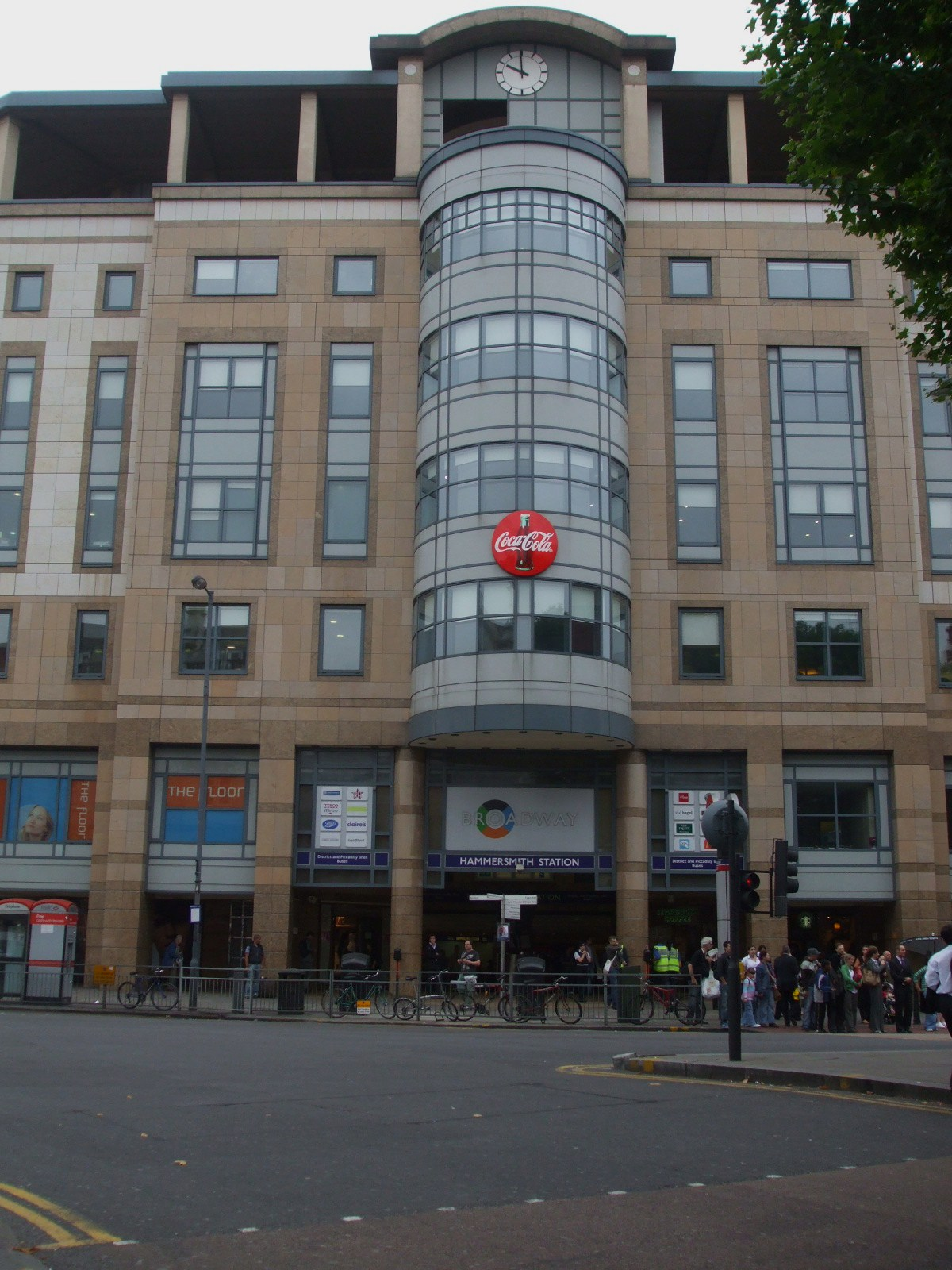
Вестибюль
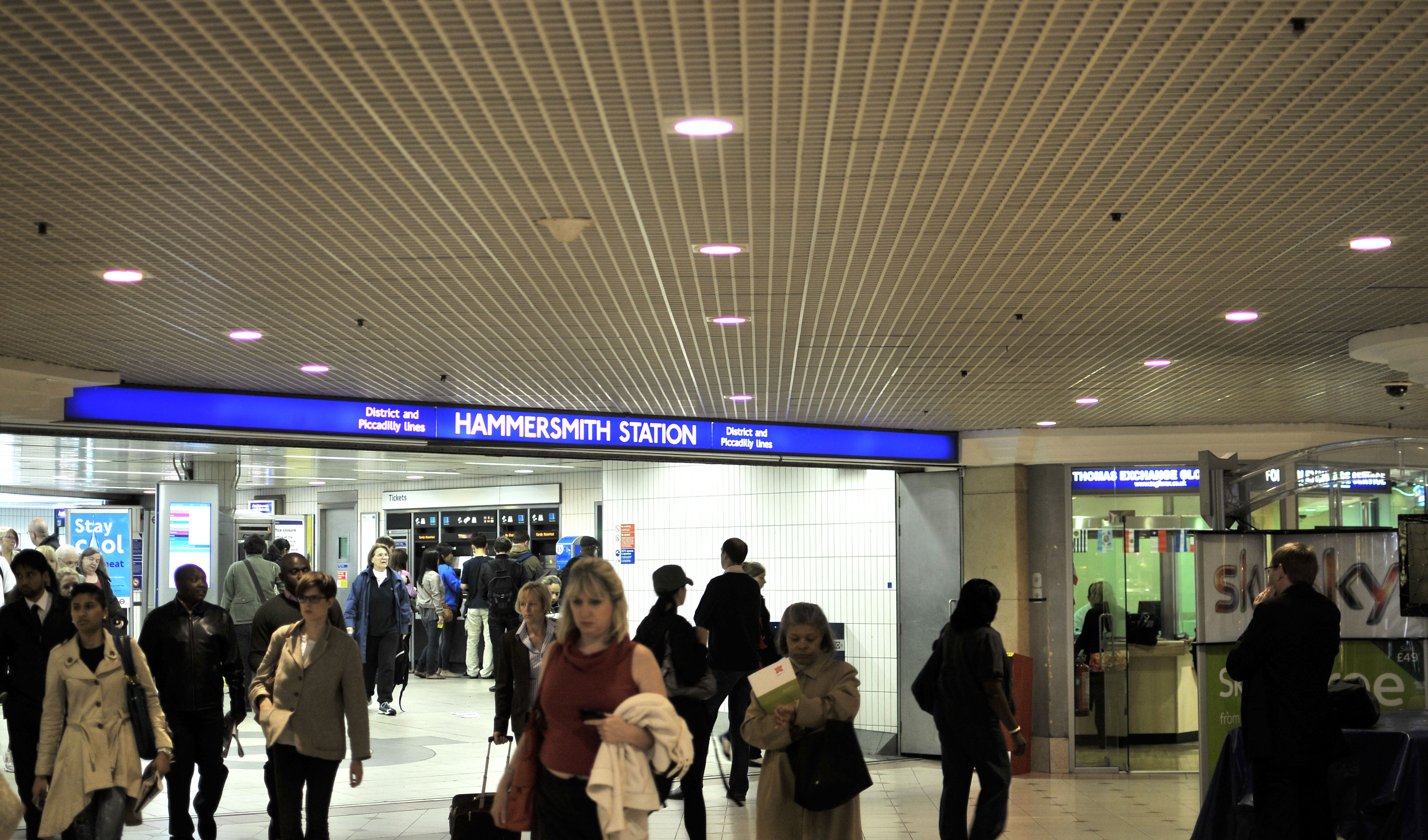
Кассовый зал
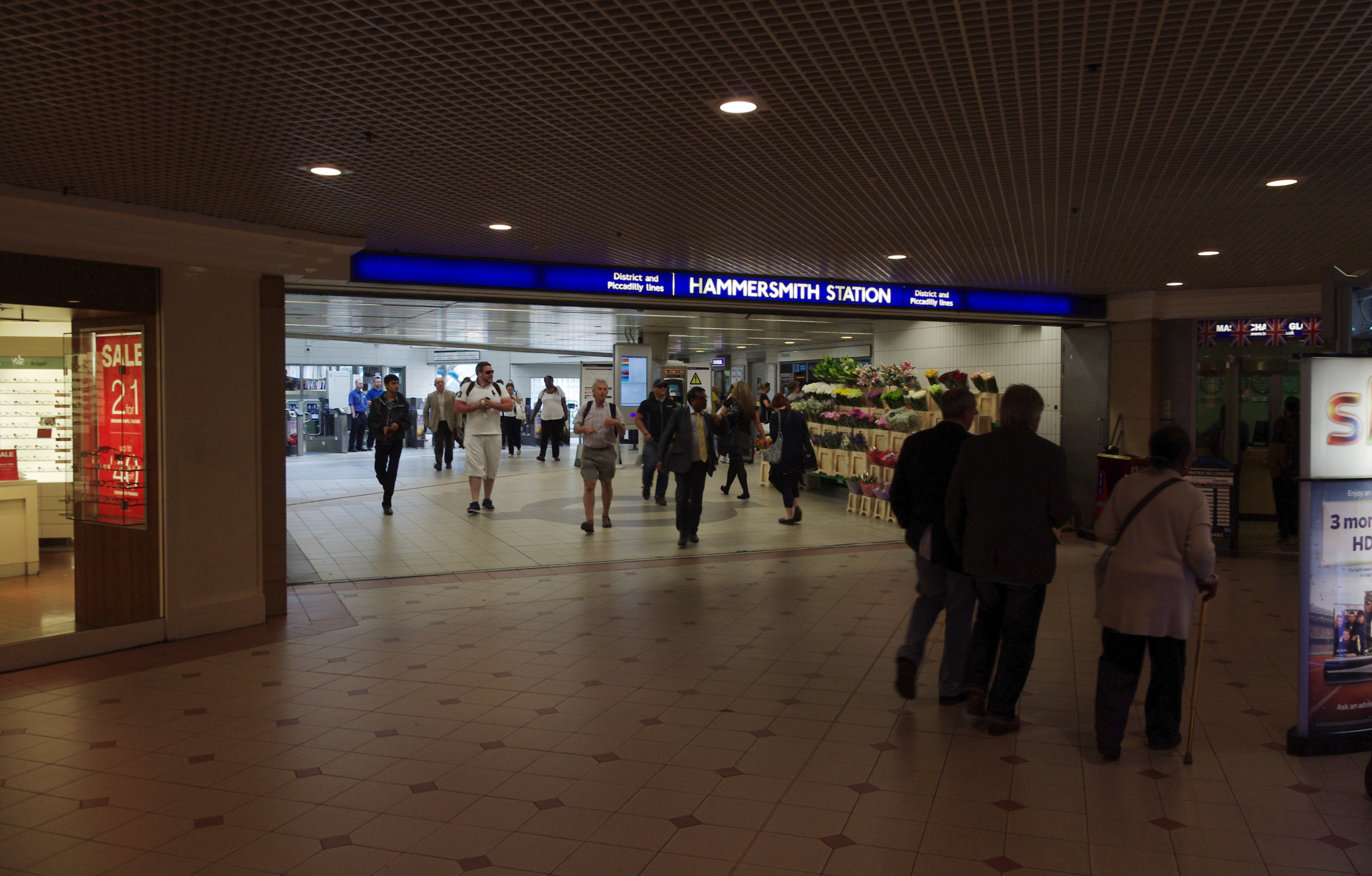
Холл
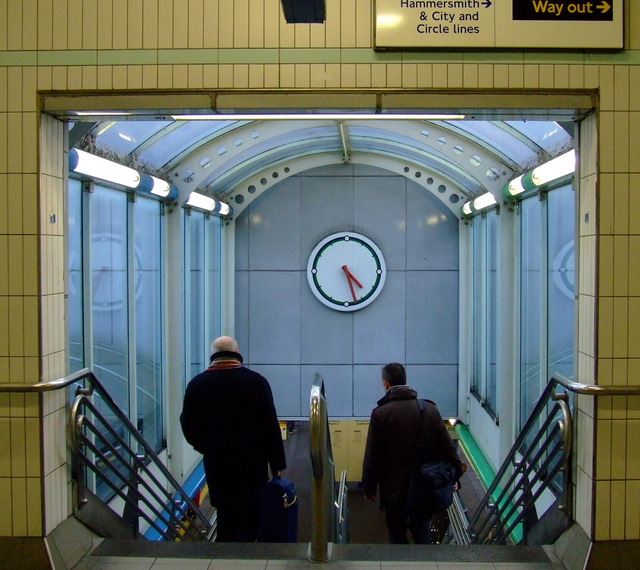
Лестница на платформу
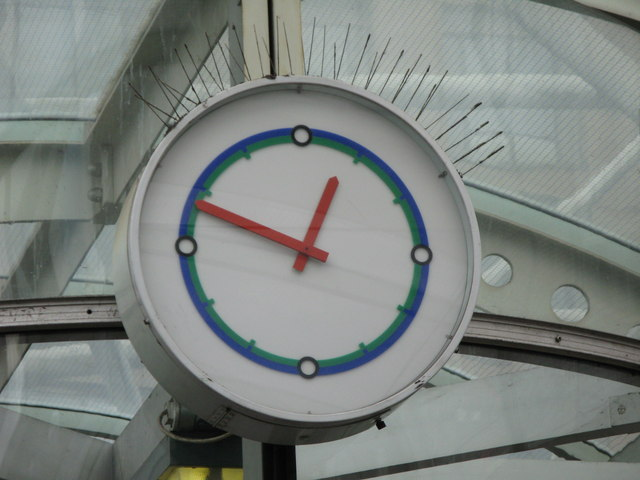
Часы на платформе
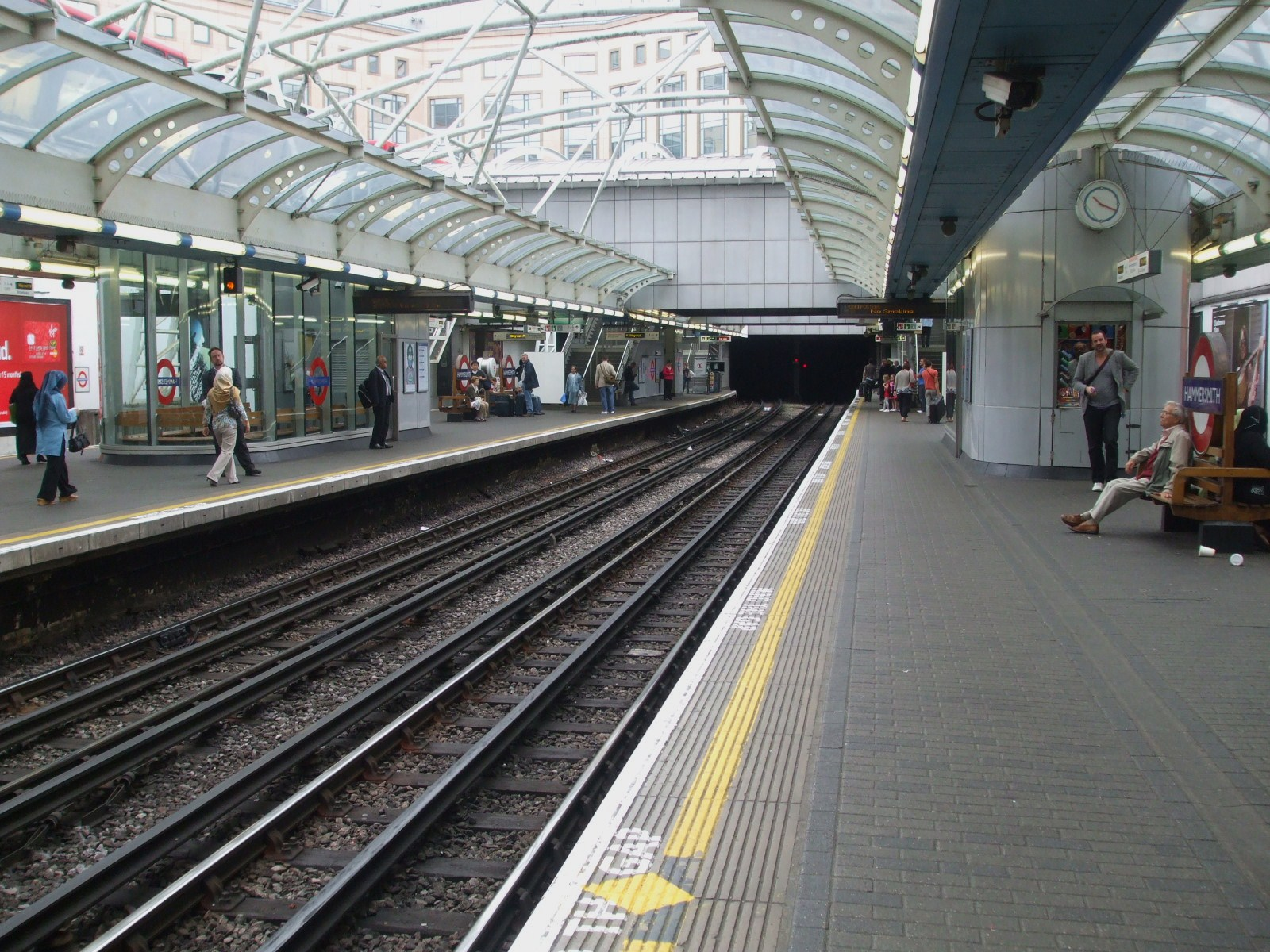
Островные платформы
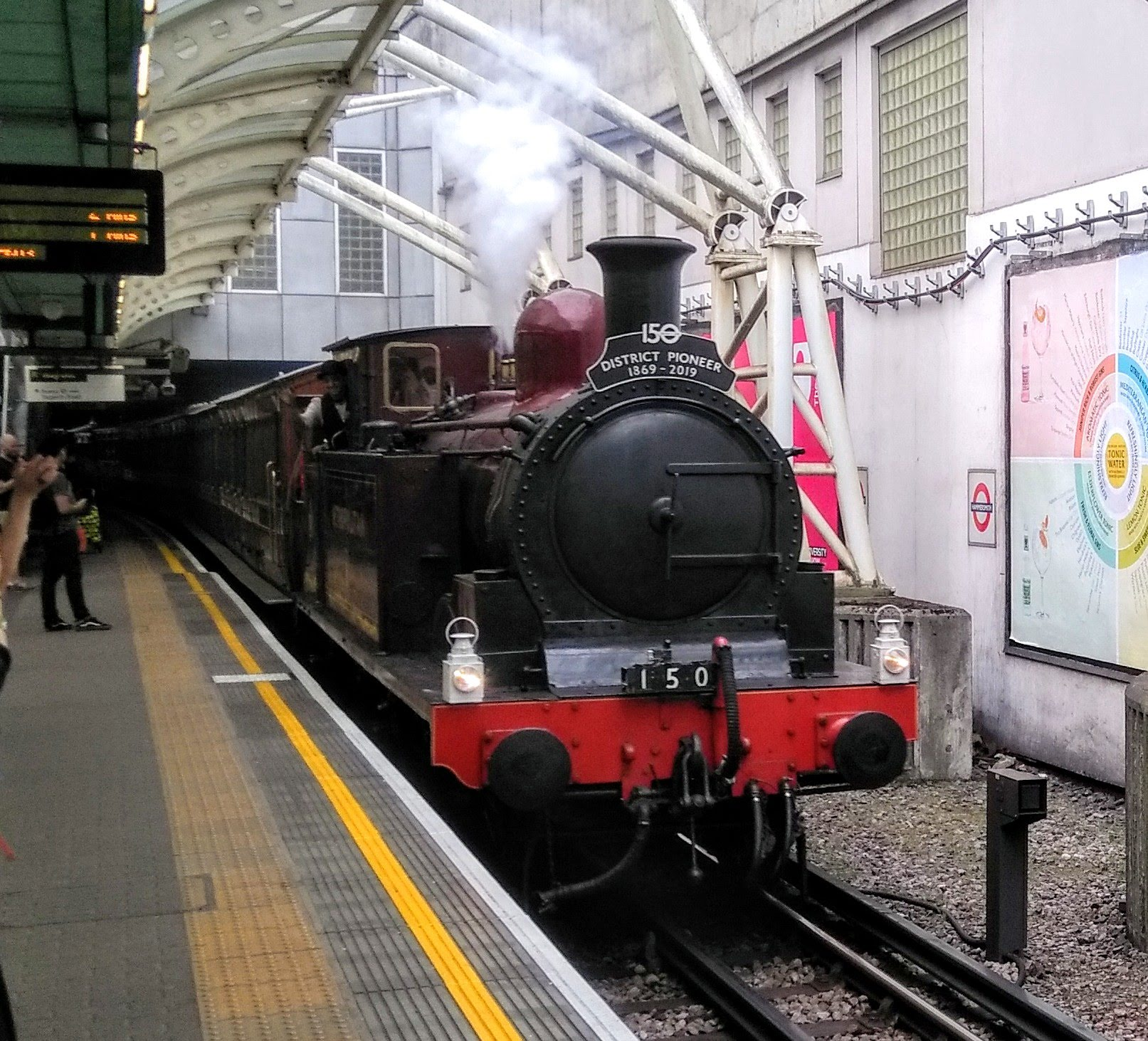
Ретро-поезд
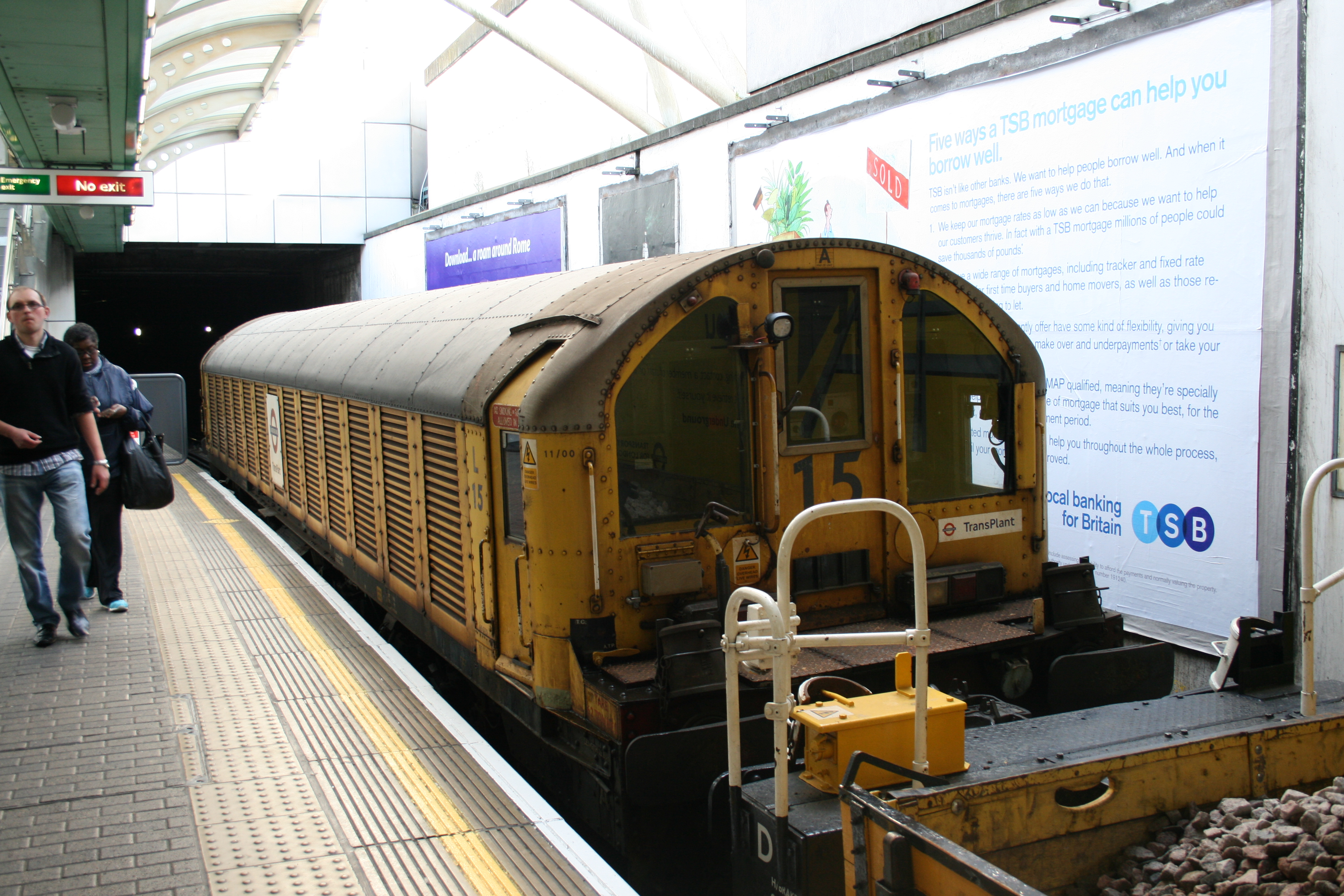
Служебный поезд
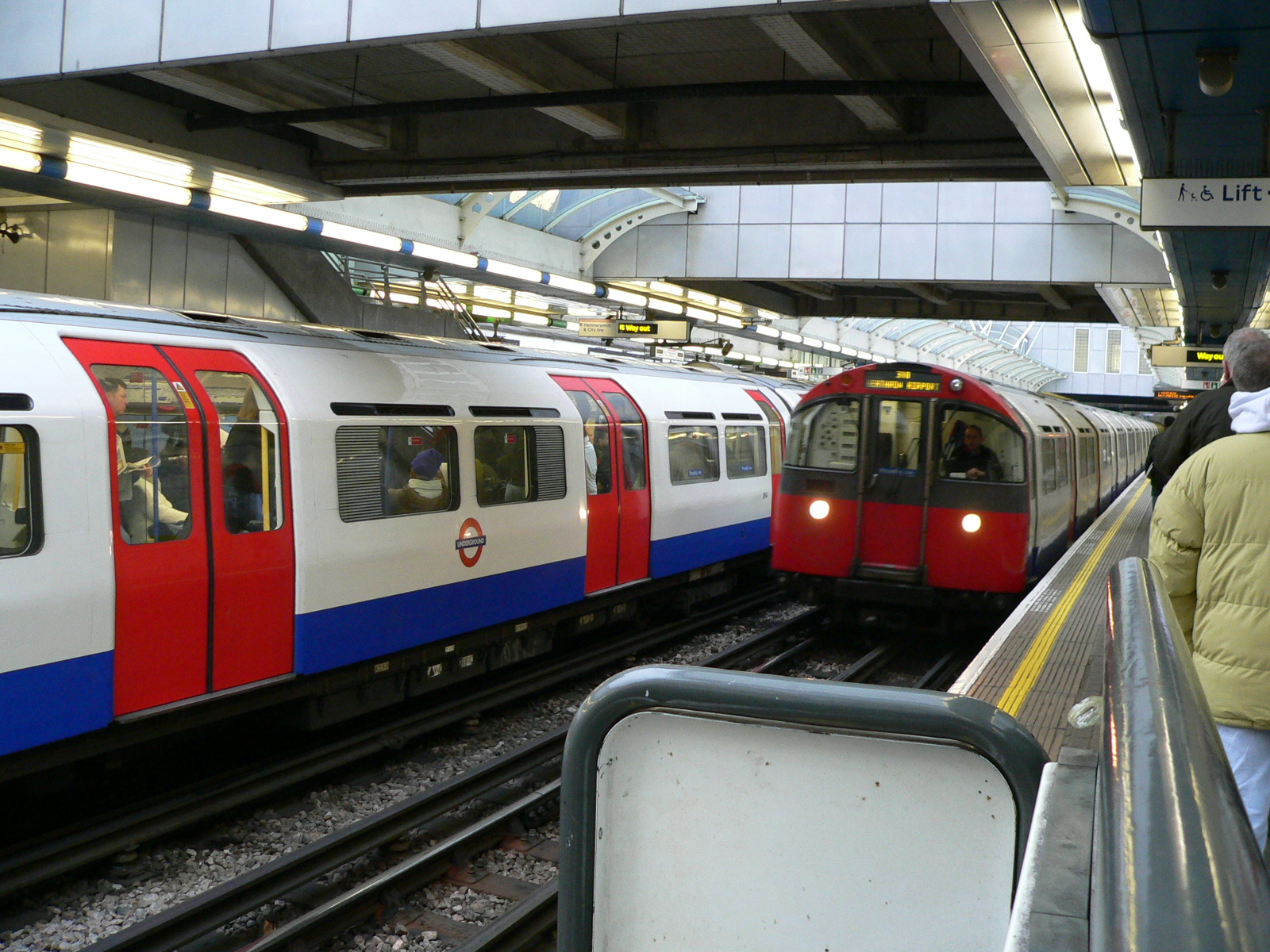
Поезда линий «Пикадилли» и «Дистрикт»
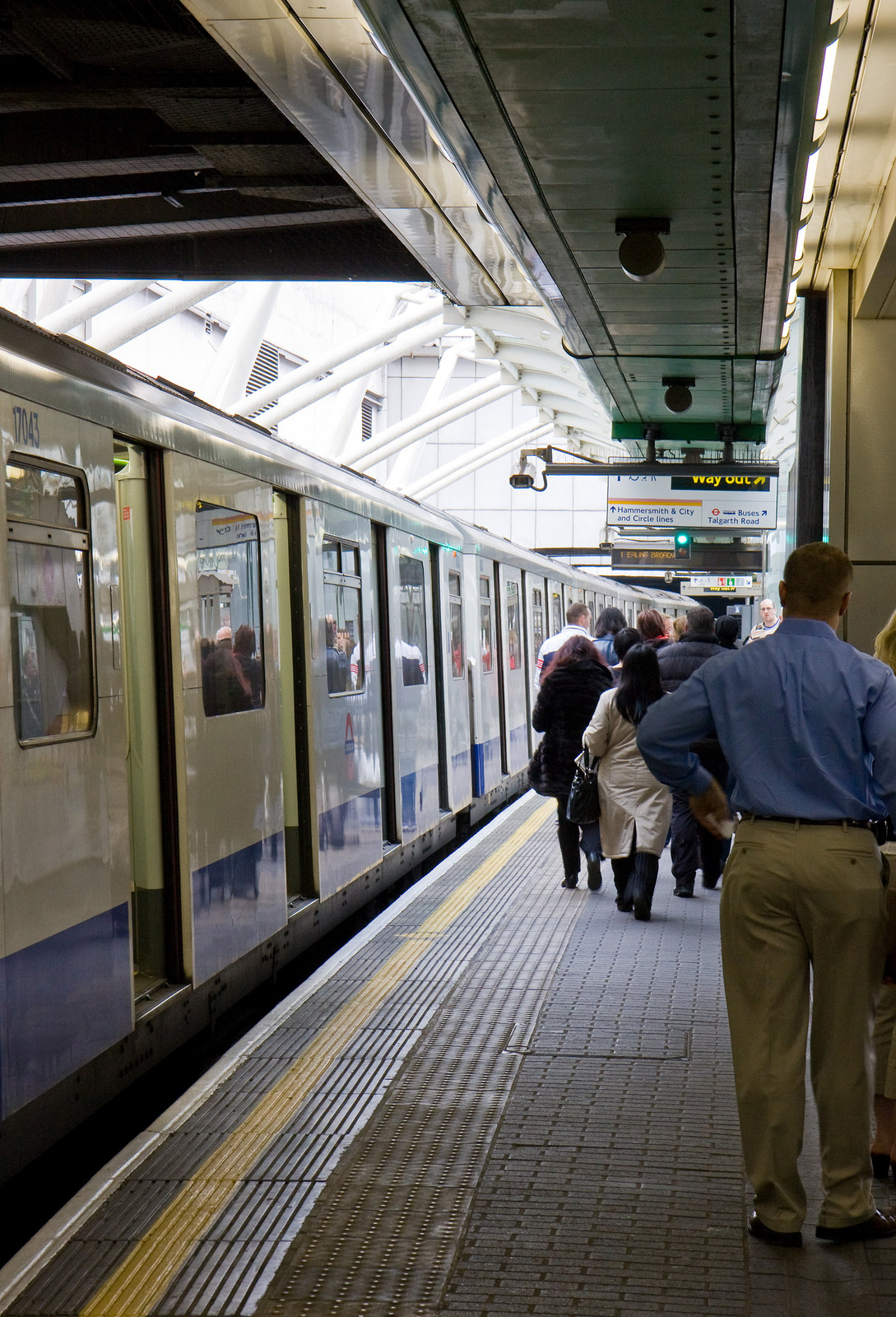
Платформа линии «Дистрикт»
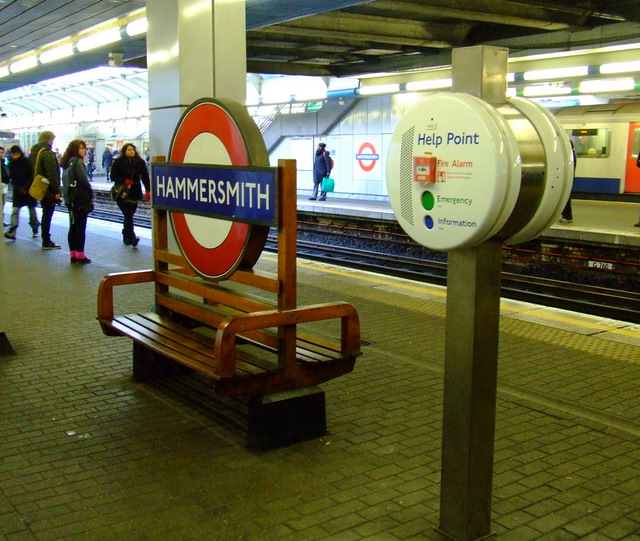
Рондель (линия «Дистрикт»)
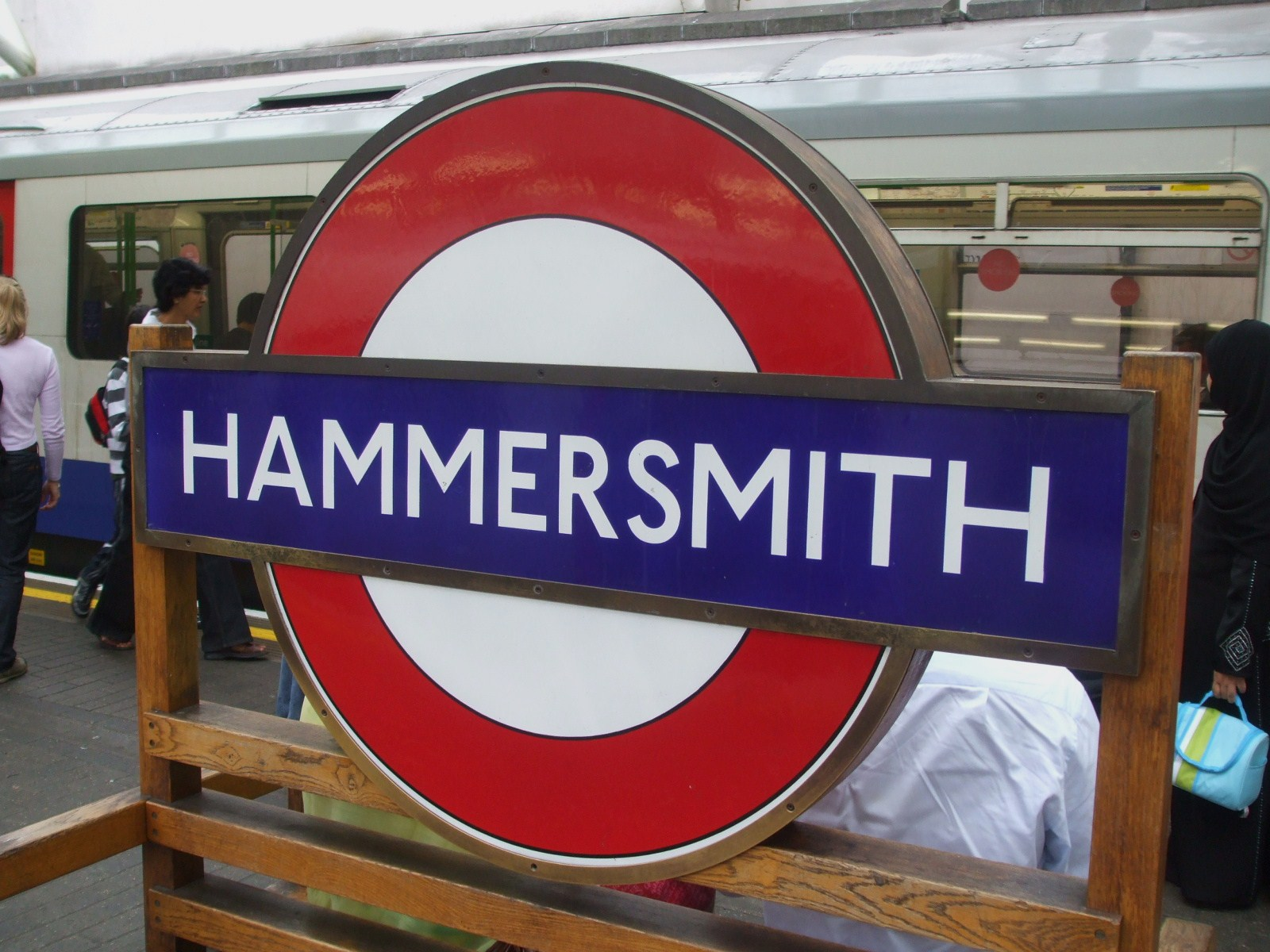
Рондель (линия «Дистрикт»)